# Патриотическая лига (Босния и Герцеговина)
Патриотическая лига Боснии и Герцеговины (босн. Patriotska liga Bosne i Hercegovine) — военизированное формирование Республики Боснии и Герцеговины, существовавшее в 1991—1992 годах. Является официальным предшественником Вооружённых сил Боснии и Герцеговины.

## История
Лига основана генералом Сефером Халиловичем и его сторонниками 2 мая 1991 года с целью собрать всех сторонников независимости Боснии и Герцеговины. Штаб-квартира располагалась в Сараево, в здании милиции. Первое заседание мусульманских гражданских деятелей и руководителей лиги состоялось там 10 июня.
Лига участвовала в подготовке воинских формирований и оказании сопротивления частям Югославской народной армии и сербских военизированных отрядов. К марту 1992 года в составе лиги было 98 тысяч человек из 9 регионов и 103 (по другим данным 109) общин и округов. Лига внесла большой вклад в оборону Сараево, несмотря на слабое материально-техническое обеспечение.
Прекратила существование после официального формирования Армии Боснии и Герцеговины.

## Военная присяга
Я клянусь Аллахом, что буду защищать свободу и территориальную целостность Боснии и Герцеговины, моей единственной родины, чьи исторические границы вечны и неприкосновенны, и что я буду стоять на защите народов и граждан, чья религия, права и свободы находятся под угрозой. Ради этого я готов пожертвовать жизнью. 
Оригинальный текст (босн.)Kunem se Allahom da ću braniti slobodu i teritorijalni integritet Bosne i Hercegovine, moje jedine domovine, čije su historijske granice vječne i nepovredive, te da ću se zalagati za narode i građane kojima su vjera, prava i slobode ugroženi. Spreman sam da žrtvujem svoj život za ovo.

## Культура
Лиге была посвящена одноимённая песня, в которой популярные на то время певцы из Боснии и Герцеговины восхваляют Патриотическую лигу и призывают к "судьбоносной борьбе".